# (977) Philippa
Pour les articles homonymes, voir Philippe.
(977) Philippa est un astéroïde de la ceinture principale découvert le 6 avril 1922 par l'astronome franco-russe Benjamin Jekhowsky.
Sa désignation provisoire était 1922 LV. Il est nommé en l'honneur de Philippe de Rothschild.